# Muraja
Muraja (Duits: Murajo) is een plaats in de Estlandse gemeente Saaremaa, provincie Saaremaa. De plaats heeft de status van dorp (Estisch: küla).
De plaats viel tot in oktober 2017 onder de gemeente Pöide. In die maand werd Pöide bij de fusiegemeente Saaremaa gevoegd.

## Bevolking
Het aantal inwoners schommelt nogal, zoals blijkt uit het volgende staatje:
| Jaar            | 2011 | 2017 | 2018 | 2019 | 2020 | 2021 |
| --------------- | ---- | ---- | ---- | ---- | ---- | ---- |
| Aantal inwoners | 7    | 14   | 13   | 11   | 9    | 17   |

## Geografie
De plaats ligt op een schiereiland aan de zuidkust van het eiland Saaremaa, dat ook Muraja heet. Het schiereiland ligt met het buurdorp Kakuna, het schiereiland Kübassaare, waarop de plaats Kübassaare ligt, en het onbewoonde eiland Udriku laid, dat bij het dorp Muraja hoort, rondom een beschutte baai. Het westelijk deel van de baai heet Muraja laht, het oostelijk deel Udriku laht. Udriku laid en het schiereiland Kübassaare liggen in het natuurpark Kübassaare maastikukaitseala (5,1 km²). Muraja zelf ligt in het natuurgebied Kahtla-Kübassaare hoiuala (135,1 km²).

## Geschiedenis
Muraja werd voor het eerst genoemd in 1698 onder de naam Murrea Jak, een boerderij op het landgoed van Neuenhof (Uuemõisa). In 1795 werd de plaats onder de naam Murraja genoemd als dorp. In de 19e eeuw was Muraja ook een Beihof, een landgoed dat onderdeel uitmaakt van een ander landgoed, in dit geval Neuenhof.
Tussen 1977 en 1997 maakte het buurdorp Kakuna deel uit van Muraja.